# Ван Дамм, Жан-Клод
Жан-Кло́д Ван Да́мм (англ. Jean-Claude Van Damme, имя при рождении — Жан-Клод Камиль Франсуа Ван Варенберг, нидерл. и фр. Jean-Claude Camille François Van Varenberg; прозвище —  Мышцы из Брюсселя, англ. The Muscles from Brussels; род. 18 октября 1960, Беркем-Сент-Агат) — американский актёр, режиссёр, сценарист, постановщик боевых сцен и продюсер бельгийского (фламандского) происхождения; культурист, мастер боевых искусств.
В 1978 году занял третье место в своей весовой категории на любительском чемпионате Европы по бодибилдингу, а годом позже, выступая на чемпионате Бельгии, носящем название «Мистер Бельгия», одержал победу в своей и основной весовых категориях, став таким образом абсолютным чемпионом. Является чемпионом Европы по карате и кикбоксингу 1979 года в среднем весе среди профессионалов, а также имеет чёрный пояс. За свою бойцовскую карьеру (карате и кикбоксинг) провёл в общей сложности 55 боёв, в которых одержал 53 победы (50 из них — нокаутом, 3 — тех. нокаутом) и 2 раза проиграл по решению судей. А также был три раза чемпионом мира.
За свою актёрскую карьеру снялся в общей сложности более чем в 50 фильмах, в том числе: «Кровавый спорт» (1988), «Кикбоксер» (1989), «Самоволка» (1990), «Ордер на смерть» (1990), «Двойной удар» (1991), «Универсальный солдат» (1992) и его продолжение «Универсальный солдат 2: Возвращение» (1999), «Некуда бежать» (1993), «Трудная мишень» (1993), «Патруль времени» (1994), «Уличный боец» (1994), «Внезапная смерть» (1995), «Легионер» (1998), «Репликант» (2001), «Пробуждение смерти» (2004), «Ж. К. В. Д.» (2008), «Неудержимые 2» (2012), «Близкие враги» (2013).
В 1996 году Ван Дамм дебютировал в качестве режиссёра, выпустив фильм о боевых искусствах «В поисках приключений», в котором также исполнил главную роль и выступил соавтором сюжета. Также в 2020 году завершились дополнительные съёмки второй режиссёрской работы Ван Дамма — драматического боевика «Френчи», который он снял и спродюсировал по собственному сценарию с собой же в главной роли.
Три раза подряд — в 1992, 1993 и 1994 годах — был номинирован на кинопремию MTV Movie Awards в категории «Самый желанный мужчина». Имеет также ряд других номинаций и наград.

## Биография
Родился 18 октября 1960 года в бельгийском муниципалитете Беркем-Сент-Агат Брюссельского столичного региона. Отец был бухгалтером и владельцем цветочного магазина. Его отец — наполовину фламандец, наполовину еврей (говорил при этом на французском языке), а мать — фламандка (говорила на фламандском диалекте нидерландского языка). Родители отдали сына в школу карате в возрасте десяти лет. С 12 лет Ван Дамм продолжил занятия под руководством Клода Гетца. Помимо карате, Ван Дамм владеет также ещё 4 видами боевых искусств: кикбоксинг, муай тай, кунг-фу и тхэквондо. Также в течение пяти лет занимался классическим балетом. В юности открыл тренажёрный зал, который назывался «California Gym». Рост Ван Дамма составляет 177 см. Сам Ван Дамм говорит о себе так:
Ни мать, ни отец никогда не называли меня брюссельской мышцей. Мать звала меня Сиска. Это такое бельгийское слово, которым называют что-то, что хочется потискать. А отец звал меня Жан-Клод, и в такие минуты я ненавидел его.
Ван Дамм предпочитает классическую музыку, любимый композитор — Бетховен. Кроме английского и родного нидерландского, владеет также французским и немецким языками.

### Спортивная карьера

#### Карате и кикбоксинг
В 16 лет Ван Дамм занял место в сборной Бельгии по карате, в составе которой стал чемпионом Европы и получил чёрный пояс. После этого он продолжил выступления на различных турнирах и в 1979 году встретился с американским кикбоксером Шерманом Бергманом, завершив поединок нокаутом на 59-й секунде. В следующем году одержал победу над чемпионом Великобритании Майклом Дж. Хемингом. Общий рекорд Ван Дамма — 20-2 (20 побед — 13 нокаутов и 7 тех. нокаутов — и 2 поражения по решению судей). В начале 1980-х годов Ван Дамм был спарринг-партнёром Чака Норриса.
Карате — это чертовски скучно. Сначала ты просто постигаешь технику, а потом, вооружённый ею, идёшь дальше, отдавая этому своё тело и разум.
С 2009 года не раз высказывался о намерении провести поединок против олимпийского чемпиона 1996 года по боксу, бойца муай тай и кикбоксера Сомлука Камсинга.

### Кинокарьера

#### Начало и успех
В 1980-х годах тренировался вместе с Чаком Норрисом, который помог ему найти работу в США — сначала в своём баре в Ньюпорт-Бич, а позже подтолкнул его к эпизодической роли в одном из своих боевиков под названием «Без вести пропавшие».
Свою первую полноценную роль получил в фильме «Не отступать и не сдаваться» (1986), сыграв русского бойца Ивана Крашинского. Из-за трудности при произношении имени, Жан-Клод Ван Варенберг сменил имя на Жан-Клод Ван Дамм, в память об умершем друге.

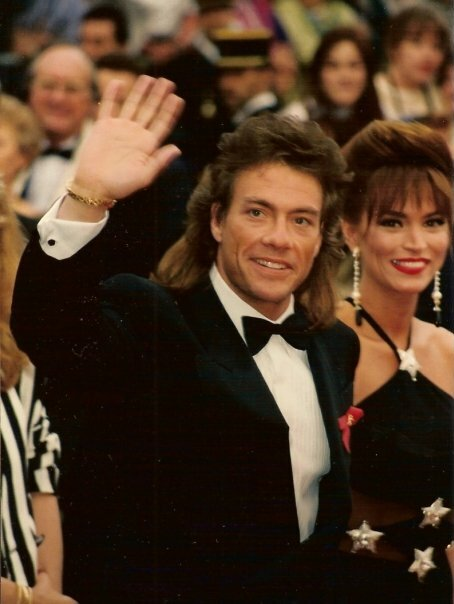
На Каннском кинофестивале

Изначально должен был исполнить роль Хищника в фильме «Хищник», который, по изначальной задумке создателей, должен был владеть боевой техникой, схожей с восточными единоборствами, но был заменён на другого актёра — Кевина Питера Холла. По официальной версии, причиной замены была смена концепции Хищника на физическую мощь — рядом с высокими атлетами отряда Датча относительно невысокий Жан Клод выглядел малоубедительно. Однако, также снимавшийся в фильме Джесси Вентура поведал, что причиной выхода из проекта стал конфликт с одним из руководителей съёмочной группы, дошедший до потасовки.
С большим трудом попав в офис знаменитого продюсера Менахема Голана, после долгих уговоров никому не известный ван Дамм получил роль в фильме «Кровавый спорт» (1988), сценарий которого уже 2 года пылился у продюсера. Впервые фильм был показан в Малайзии, затем во Франции и только потом в США. Во всём мире фильм получил огромный успех, собрав в общей сложности свыше 30 миллионов долларов при бюджете в чуть более 1 миллиона.
Успех «Кровавого спорта» незамедлительно сделал ван Дамма новой звездой боевиков. Его образ в фильме послужил прообразом для персонажа Джонни Кейджа в компьютерной игре «Mortal Kombat». Глядя на него, молодые люди по всему миру шли в секции карате и начинали заниматься спортом. Последующие фильмы ван Дамма — «Киборг» (1989), «Кикбоксер» (1989), «Самоволка» (1990), «Ордер на смерть» (1990) и «Двойной удар» (1991) — лишь закрепили его успех.
Набираясь опыта и работая над собой, стал получать роли в фильмах А-класса: «Универсальный солдат» (1992), «Трудная мишень» (1993), «Некуда бежать» (1993), «Патруль времени» (1994). Таким образом, уже скоро он встал в один ряд с такими звёздами боевиков, как Сильвестр Сталлоне и Арнольд Шварценеггер, а гонорар его вырос до 8 миллионов долларов.
В некоторых фильмах из-за французского акцента и бельгийского происхождения актёра его герои имеют французское происхождение — Люк Деверо, Крис Дюбуа, Ченс Будро, Лион Готье, Ален Лефевр, Филип Саваж, Жан Вилен.

#### Падение популярности и возвращение

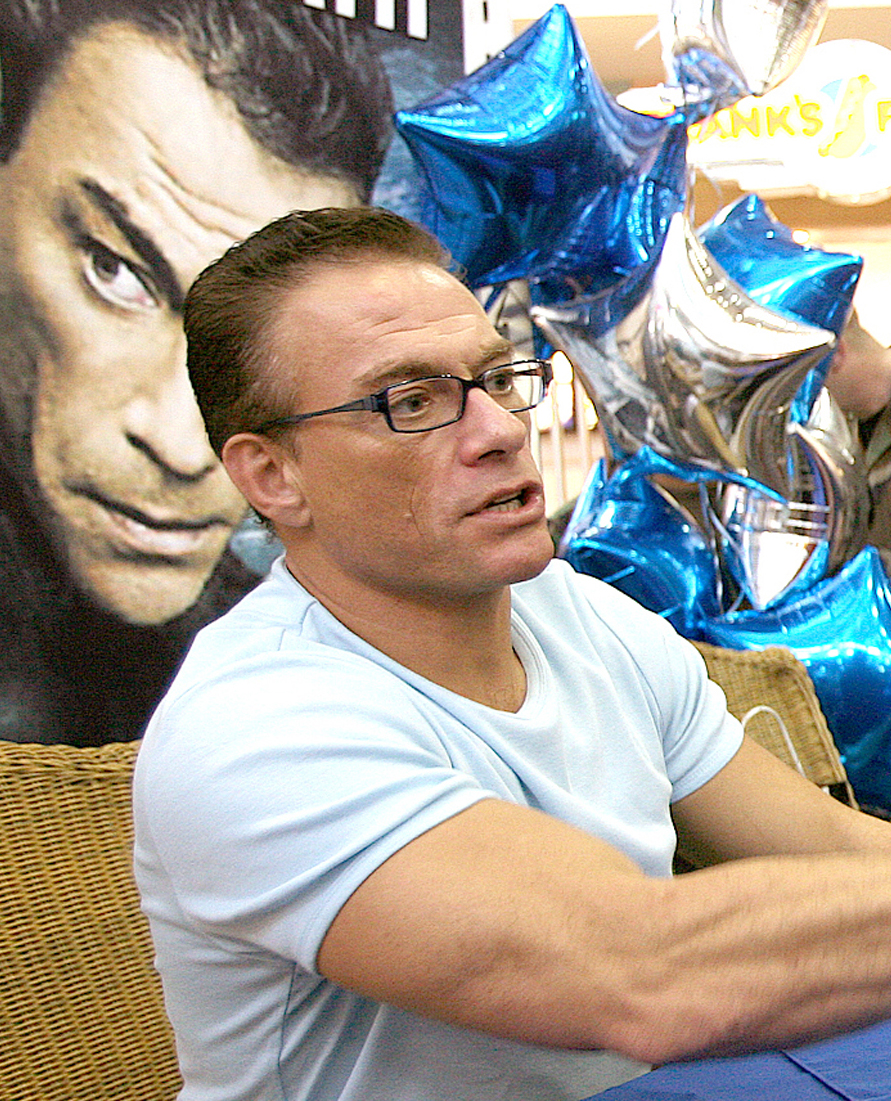
Жан-Клод Ван Дамм в 2007 году во время промотура в поддержку фильма «До смерти»

В конце 90-х жанр боевика начинает терять популярность и после ряда удачных ролей в карьере актёра начался затяжной спад. Фильм «В поисках приключений», вышедший в 1996 году, стал режиссёрским дебютом Ван Дамма, для которого он также написал сценарий и выступил продюсером. Однако фильм едва окупился в прокате. Не увенчались большим успехом и вышедшие следом «Внезапная смерть» (1995), «Максимальный риск» (1996), «Колония» (1997) и «Взрыватель» (1998).
Фильмы «Легионер» (1998), «Репликант» (2001), «В аду» (2003) и «Пробуждение смерти» (2004), несмотря на рост актёрских способностей Ван Дамма, также не снискали должного успеха.
Снявшись в 37-м фильме, я сказал себе: я больше никогда не буду сниматься в кино, которое мне самому не нравится.
Однако в 2008 году вышла псевдореалистичная драма «Ж. К. В. Д.», в которой актёрская игра Ван Дамма получила высокие оценки от критиков. Задуманный как «фестивальный» фильм, «Ж. К. В. Д.» стал первым за 10 лет фильмом актёра, вышедшим в кинотеатрах (хоть и в ограниченном прокате). Это обратило внимание прессы на фигуру актёра.
В январе 2010 года вышла третья часть знаменитого фантастического боевика «Универсальный солдат»: «Универсальный солдат 3: Возрождение». Главные роли в картине исполнили звезды первого фильма — Жан-Клод Ван Дамм и Дольф Лундгрен. Несмотря на выпуск на видео, фильм получил в основном положительные отзывы от зрителей и критиков, похваливших постановку боев и общую динамичность сюжета.
В 2010 году Ван Дамм принял участие в озвучивании мультфильма «Кунг-фу панда 2», где его голосом заговорил персонаж мастер Крок. Наконец 29 июля того же года в кинотеатрах США в ограниченном прокате вышел экшн-триллер «Игры киллеров», позднее вышедший в кинотеатрах России и Украины. Это первый за 10 лет фильм Ван Дамма вышедший в столь широкий прокат. Фильм получил смешанные рецензии, но немного реабилитировал актёра в глазах зрителей, позволив ему вновь получить доступ к фильмам класса «А».
Так, в 2012 году состоялась премьера сиквела ветеранской экшен-саги Сильвестра Сталлоне «Неудержимые 2», в котором Ван Дамм исполнил роль главного злодея — лидера отряда боевиков «Кровожадные», которые противостоят героям. Фильм стал успешным, собрав в кинотеатрах свыше 300 млн долларов, став таким образом самым кассовым фильмом с участием Ван Дамма. Его игра была высоко оценена критиками, принеся актёру победу в номинации «Лучший злодей 2012 года» от престижного журнала Premiere France.
Как же мне это надоело: три кувырка в воздухе, потом проламываешь кому-нибудь голову, а потом приземляешься на стол и говоришь: «Привет, я Жан-Клод Ван Дамм».
В 2023 году, спустя 31 год после создания персонажа Джонни Кейджа, его скин, основанный на Жан-Клоде Ван Дамме, стал доступен для игры Mortal Kombat 1, сам актёр также озвучит персонажа.

### Личная жизнь
Кто много дерётся, знает, что такое ринг. Кто много жрёт, знает, что такое еда. Я был женат пять раз, так что я знаю, что такое женщины.
Является отцом троих детей: сына Кристофера и дочери Бьянки от супруги Глэдис Португез, а также сына Николаса от брака с Дарси Ляпьер. После развода с Дарси начал употреблять кокаин, однако нашёл в себе силы бросить пагубную привычку, пройдя в клинике курс лечения от наркозависимости.
В дружеских отношениях с президентом РФ Владимиром Путиным, главой Чеченской Республики Рамзаном Кадыровым и многократным чемпионом мира по смешанным единоборствам в тяжёлом весе Фёдором Емельяненко.
Меня не интересует политика. Я бросил школу в 13, и вряд ли многое знаю — кроме того, что ничто в мире не стало за последнее время лучше. Поэтому вместо того, чтобы рассуждать о президентских выборах, давайте поговорим о планете и о том, что с ней будет через 20 лет. Победит Обама? Да мне плевать.
5 октября 2011 года вместе с актрисой Хилари Суонк, скрипачкой Ванессой Мэй и певцом Силом принял участие в праздновании дня города Грозного, несмотря на уговоры Human Rights Watch бойкотировать данное мероприятие, чем вызвал критику организации в свой адрес.
В декабре 2022 года Жан-Клод Ван Дамм посетил Украину , в сети появилось видео, где он в окружении украинских военнослужащих восклицает "Слава Украине!".
Жан-Клод Ван Дамм является убеждённым вегетарианцем:
Я предпочитаю есть то, у чего нет глаз. Глаза — это душа, а то, в чем есть душа, вряд ли может быть полезно для тела.
В апреле 2025 года Жан-Клод Ван Дамм стал фигурантом уголовного дела в Румынии о преступной сети торговли людьми, в том числе несовершеннолетними. "Преступления происходили в Каннах, а деяние, в котором обвиняется Ван Дамм, - использование [сексуальных] услуг лица, заведомо подвергавшегося эксплуатации", - говорится в заявлении, поданном адвокатом от лица одной из потерпевших в Управление по борьбе с организованной преступностью и терроризмом Румынии (DIICOT). Эти события якобы произошли около 10 лет назад во время пребывания актера в Каннах, где он, как утверждается, воспользовался услугами пяти девушек румынского происхождения, которых принуждали к занятию проституцией.
Рост 177 см, вес 80 кг.

## Фильмография
В данном разделе представлены все работы Жан-Клода Ван Дамма в кинематографе и на телевидении. Во избежание загромождения, в нём представлены фильмы и сериалы, которые уже вышли в прокат, и проекты, находящиеся как минимум на этапе съёмочного периода.
| Год       |    | Русское название                    | Оригинальное название               | Роль                                     | Режиссёр                                     |
| --------- | -- | ----------------------------------- | ----------------------------------- | ---------------------------------------- | -------------------------------------------- |
| 1979      | ф  | Женщина между собакой и волком      | Een vrouw tussen hond en wolf       | парень на лугу / зритель в кинотеатре    | Андре Дельво                                 |
| 1984      | ф  | Монако навсегда                     | Monaco Forever                      | каратист-гей                             | Уильям А. Леви                               |
| 1984      | ф  | Брейк-данс                          | Breakin'                            | танцующий зритель                        | Джоэл Силберг                                |
| 1986      | ф  | Не отступать и не сдаваться         | No Retreat, No Surrender            | Иван Крашинский                          | Кори Юэнь                                    |
| 1988      | ф  | Кровавый спорт                      | Bloodsport                          | Фрэнк Дюкс                               | Ньют Арнольд                                 |
| 1988      | ф  | Чёрный орёл                         | Black Eagle                         | Андрей                                   | Эрик Карсон                                  |
| 1989      | ф  | Киборг                              | Cyborg                              | Гибсон Рикенбакер                        | Альберт Пьюн                                 |
| 1989      | ф  | Кикбоксёр                           | Kickboxer                           | Курт Слоун                               | Марк Дисалле, Дэвид Уорт                     |
| 1990      | ф  | Самоволка                           | Lionheart                           | Лион Готье                               | Шелдон Леттич                                |
| 1990      | ф  | Ордер на смерть                     | Death Warrant                       | Луис Бёрк                                | Деран Сарафян                                |
| 1991      | ф  | Двойной удар                        | Double Impact                       | Чед Вагнер/ Алекс Вагнер                 | Шелдон Леттич                                |
| 1992      | ф  | Универсальный солдат                | Universal Soldier                   | Люк Деверо                               | Роланд Эммерих                               |
| 1993      | ф  | Последний киногерой                 | Last Action Hero                    | в роли самого себя                       | Джон Мактирнан                               |
| 1993      | ф  | Некуда бежать                       | Nowhere to Run                      | Сэм Джиллен                              | Роберт Хармон                                |
| 1993      | ф  | Трудная мишень                      | Hard Target                         | Ченс Будро                               | Джон Ву                                      |
| 1994      | ф  | Патруль времени                     | Timecop                             | Макс Уокер                               | Питер Хайамс                                 |
| 1994      | ф  | Уличный боец                        | Street Fighter                      | полковник Уильям Гайл                    | Стивен Э. де Соуза                           |
| 1995      | ф  | Внезапная смерть                    | Sudden Death                        | Даррен Маккорд                           | Питер Хайамс                                 |
| 1996      | с  | Друзья                              | Friends                             | в роли самого себя                       | Майкл Лембек                                 |
| 1996      | ф  | В поисках приключений               | The Quest                           | Кристофер Дюбуа                          | Жан-Клод Ван Дамм                            |
| 1996      | ф  | Максимальный риск                   | Maximum Risk                        | Ален Моро/ Михаил Суверов                | Ринго Лэм                                    |
| 1997      | ф  | Колония                             | Double Team                         | Джек Куинн                               | Цуй Харк                                     |
| 1998      | ф  | Взрыватель                          | Knock Off                           | Маркус Рей                               | Цуй Харк                                     |
| 1998      | ф  | Легионер                            | Legionnaire                         | Ален Лефевр                              | Питер Макдональд                             |
| 1999      | ф  | Универсальный солдат 2: Возвращение | Universal Soldier: The Return       | Люк Деверо                               | Мик Роджерс                                  |
| 1999      | ф  | Инферно                             | Inferno                             | Эдди Ломэкс                              | Джон Эвилдсен                                |
| 2001      | ф  | Репликант                           | Replicant                           | Репликант/Эдвард Гэрротт                 | Ринго Лэм                                    |
| 2001      | ф  | Тайна ордена                        | The Order                           | Руди Кэфмейер, Шарль Ле Веллан           | Шелдон Леттич                                |
| 2002      | ф  | Под откос                           | Derailed                            | Жак Кристофф                             | Боб Мисиоровски                              |
| 2003      | ф  | В аду                               | In Hell                             | Кайл Леблан                              | Ринго Лэм                                    |
| 2004      | с  | Лас-Вегас                           | Las Vegas                           | в роли самого себя                       | Такер Гейтс                                  |
| 2004      | ф  | Пробуждение смерти                  | Wake of Death                       | Бен Арчер                                | Филипп Мартинес, Цесс Сильвера, Ринго Лэм    |
| 2004      | ф  | Глюк                                | Narco                               | в роли самого себя                       | Тристан Оруэт                                |
| 2006      | ф  | Второй в команде                    | Second in Command                   | Сэм Кинен                                | Саймон Феллоуз                               |
| 2006      | ф  | Прочная защита                      | The Hard Corps                      | Филипп Соваж                             | Шелдон Леттич                                |
| 2006      | ф  | Экзамен                             | Sinav                               | Чарльз                                   | Омер Фарук Сорак                             |
| 2007      | ф  | До смерти                           | Until Death                         | Энтони Стоу                              | Саймон Феллоуз                               |
| 2008      | ф  | Специальное задание                 | The Shepherd: Border Patrol         | Джек Рабидо                              | Айзек Флорентайн                             |
| 2008      | ф  | Ж. К. В. Д.                         | JCVD                                | в роли самого себя                       | Мабрук Эль Мекри                             |
| 2009      | мс | Робоцып                             | Robot Chicken                       | в роли самого себя, Ретт Батлер, Дракула | Крис Маккэй, Кевин Шиник                     |
| 2010      | ф  | Универсальный солдат 3: Возрождение | Universal Soldier: Regeneration     | Люк Деверо                               | Джон Хайамс                                  |
| 2011      | мф | Кунг-фу панда 2                     | Kung Fu Panda 2                     | мастер Крок                              | Дженнифер Ю                                  |
| 2011      | ф  | Игры киллеров                       | Assassination Games                 | Винсент Брэзил                           | Эрни Барбараш                                |
| 2011      | ф  | Славный городок                     | Beur sur la ville                   | полковник Мерот                          | Джамель Бенсала                              |
| 2012      | ф  | Ржевский против Наполеона           | Ржевский против Наполеона           | в роли самого себя                       | Марюс Вайсберг                               |
| 2012      | ф  | Глаза дракона                       | Dragon Eyes                         | Тиано                                    | Джон Хайамс                                  |
| 2012      | ф  | Неудержимые 2                       | The Expendables 2                   | Жан Вилен                                | Саймон Уэст                                  |
| 2012      | ф  | Шесть пуль                          | 6 Bullets                           | Самсон Гол                               | Эрни Барбараш                                |
| 2012      | ф  | Универсальный солдат 4              | Universal Soldier: Day of Reckoning | Люк Деверо                               | Джон Хайамс                                  |
| 2012      | ф  | Вторжение извне                     | U.F.O.                              | Джордж                                   | Доминик Бёрнс                                |
| 2013      | ф  | Близкие враги                       | Enemies Closer                      | Ксандер                                  | Питер Хайамс                                 |
| 2014      | ф  | Добро пожаловать в джунгли          | Welcome to the Jungle               | Сторм Ротчайлд                           | Роб Мелцер                                   |
| 2014      | ф  | Зной                                | Swelter                             | Стиллман                                 | Кит Пармер                                   |
| 2015      | ф  | Фунт плоти                          | Pound of Flesh                      | Дикон Лайл                               | Эрни Барбараш                                |
| 2015      | ф  | Человек-блин                        | 煎饼侠                              | в роли самого себя                       | Да Пэн                                       |
| 2016      | ф  | Кикбоксер: Возмездие                | Kickboxer: Vengeance                | мастер Дюран                             | Джон Стоквелл, Димитри Логофетис             |
| 2016      | мф | Кунг-фу панда 3                     | Kung Fu Panda 3                     | мастер Крок                              | Дженнифер Ю, Алессандро Карлони              |
| 2016—2017 | с  | Жан-Клод Ван Джонсон                | Jean-Claude Van Johnson             | Джонсон, в роли самого себя              | Питер Атенсио                                |
| 2017      | ф  | Прикончи их всех                    | Kill 'Em All                        | Филип                                    | Петер Малота                                 |
| 2018      | ф  | Кикбоксёр возвращается              | Kickboxer: Retaliation              | мастер Дюран                             | Димитри Логофетис                            |
| 2018      | ф  | Чёрные воды                         | Black Water                         | Скотт Уилер                              | Паша Патрики                                 |
| 2018      | ф  | Лукас                               | Lukas                               | Лукас                                    | Жюльен Леклер                                |
| 2019      | ф  | Мы умираем молодыми                 | We Die Young                        | Даниэль                                  | Лиор Геллер                                  |
| 2021      | ф  | Последний наёмник                   | Le Dernier mercenaire               | Ричард Брумер                            | Давид Шарон                                  |
| 2021      | ф  | Хейтеры                             | Haters                              | владелец особняка                        | Стефан Марелли                               |
| 2022      | мф | Миньоны: Грювитация                 | Minions: The Rise of Gru            | Жан-Краб                                 | Кайл Балда, Брэд Эблесон, Джонатан Дель Валь |
| 2024      | ф  | Тьма человеческая                   | Darkness of Man                     | Рассел Хатч                              | Джеймс Каллен Брэссак                        |
| 2024      | ф  | Прикончи их всех 2                  | Kill 'Em All 2                      | Филип                                    | Валерий Милев                                |
| 2025      | ф  | Садовник                            | Le Jardinier                        | Лео                                      |                                              |
| 2025      | ф  | Френчи (постпроизводство)           | Frenchy                             | Френчи                                   | Жан-Клод Ван Дамм                            |

#### За кадром
| Год  |     | Русское название                        | Оригинальное название                      | Роль                                                         |
| ---- | --- | --------------------------------------- | ------------------------------------------ | ------------------------------------------------------------ |
| 1984 | ф   | Без вести пропавшие                     | Missing in Action                          | каскадёр                                                     |
| 1988 | ф   | Кровавый спорт                          | Bloodsport                                 | монтажёр                                                     |
| 1989 | ф   | Киборг                                  | Cyborg                                     | монтажёр                                                     |
| 1989 | ф   | Кикбоксёр                               | Kickboxer                                  | соавтор сюжета, постановщик и режиссёр боевых сцен           |
| 1990 | ф   | Самоволка                               | Lionheart                                  | автор сюжета, соавтор сценария, постановщик боевых сцен      |
| 1991 | ф   | Двойной удар                            | Double Impact                              | соавтор сюжета и сценария, постановщик боевых сцен, продюсер |
| 1996 | ф   | В поисках приключений                   | The Quest                                  | режиссёр, соавтор сюжета                                     |
| 1998 | ф   | Легионер                                | Legionnaire                                | соавтор сюжета, продюсер                                     |
| 1999 | ф   | Универсальный солдат 2: Возвращение     | Universal Soldier: The Return              | продюсер                                                     |
| 1999 | ф   | Инферно                                 | Inferno                                    | продюсер                                                     |
| 2001 | ф   | Тайна ордена                            | The Order                                  | соавтор сюжета и сценария                                    |
| 2006 | ф   | Прочная защита                          | The Hard Corps                             | постановщик боевых сцен                                      |
| 2008 | ф   | Ж. К. В. Д.                             | JCVD                                       | исполнительный продюсер                                      |
| 2011 | док | Жан-Клод Ван Дамм: За закрытыми дверями | Jean-Claude Van Damme: Behind Closed Doors | исполнительный продюсер                                      |
| 2011 | ф   | Игры киллеров                           | Assassination Games                        | исполнительный продюсер                                      |
| 2012 | ф   | Шесть пуль                              | 6 Bullets                                  | исполнительный продюсер                                      |
| 2015 | ф   | Фунт плоти                              | Pound of Flesh                             | исполнительный продюсер                                      |
| 2016 | с   | Жан-Клод Ван Джонсон                    | Jean-Claude Van Johnson                    | исполнительный продюсер                                      |
| 2018 | ф   | Чёрные воды                             | Black Water                                | исполнительный продюсер                                      |
| 2023 | ки  | Mortal Kombat 1                         | Mortal Kombat 1                            | Джонни Кейдж                                                 |
| 2025 | ф   | Френчи (постпроизводство)               | Frenchy                                    | режиссёр, автор сюжета и сценария, монтажёр, продюсер        |

#### Музыкальные видеоклипы
- 1992 — Body Count — «Body Count’s in the House»[59]
- 1994 — The Smithereens[англ.] — «Time Won’t Let Me»[60]
- 1994 — MC Hammer совместно с Дееном Сандерсом[англ.] — «Straight to My Feet»[61]
- 1995 — Chage & Aska[англ.] — «Something There»[62]
- 1999 — Megadeth — «Crush ’Em»[63]
- 2003 — Bob Sinclar — «Kiss My Eyes»[64]
- 2010 — Ирина Билык и Ольга Горбачёва — «Я люблю его»[65]
- 2015 — Dimitri Vegas & Like Mike совместно с Умметом Озканом[англ.] — «The Hum»[66]
- 2020 — AaRON[англ.] — «Ultrarêve»

#### Рекламные ролики
| - Versace Jeans - UNIBA-G - Black Black - EXTRIA - Rummy - Red Bull Supreme - Virgin Mobile - World of Warcraft - Maison de la Literie - Rifles Wristband | - Sony Pictures The Great DVD Amnesty - Gillette - Coors Light - Dash - Go Daddy - Volvo Trucks - МТС - Tostitos - Etisalat Misr |

## Номинации и награды

### Номинации

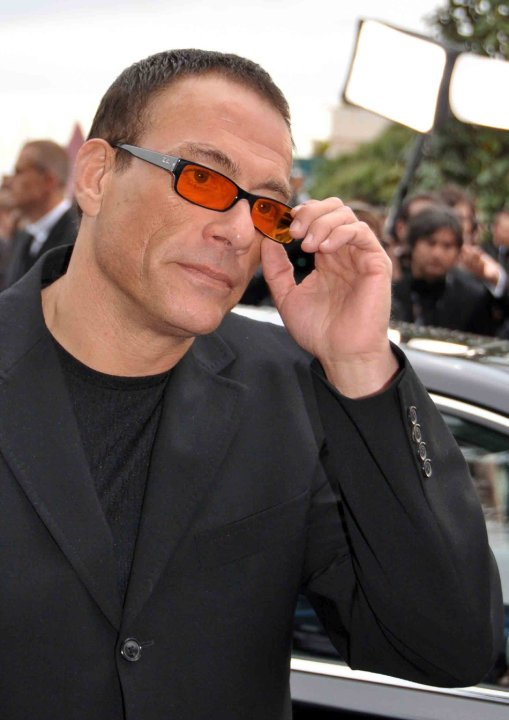
Жан-Клод Ван Дамм в 2010 году на Каннском кинофестивале

Номинации приведены в соответствии с данными IMDb.
- Премия MTV Movie Awards
  - 1992 — Самый желанный мужчина (за фильм «Двойной удар»)
  - 1993 — Самый желанный мужчина (за фильм «Некуда бежать»)
  - 1994 — Самый желанный мужчина (за фильм «Трудная мишень»)
- Премия DVD Exclusive Awards
  - 2001 — Лучший актёр (за фильм «Репликант»)
- Премия Премия Ассоциации кинокритиков Торонто
  - 2009 — Лучший актёр (за фильм «Ж. К. В. Д.»)
- Премия Chlotrudis Awards[англ.]
  - 2009 — Лучший актёр (за фильм «Ж. К. В. Д.»)

### Награды и звания
- Премия «Золотой олень» Международного кинофестиваля «Молодость»
  - 2009 — За вклад в киноискусство
- Премия «Высшая всемирная премия» (The Grand World Prize) и Золотой орден «Золотые таланты планеты» (Golden Talents of the Planet)
  - 2010 — «За волю к победе, за несгибаемый боевой дух и за блистательные успехи на поприще киноиндустрии»[91]
- Признание журнала Premiere France[англ.]
  - 2012 — Лучший злодей 2012 года (за фильм «Неудержимые 2»)

## Статуи
В октябре 2012 года в Андерлехте была открыта статуя Ван Дамма в ознаменование 40-летия торгового комплекса Westland.
В 2019 году памятник Ван Дамму был установлен в посёлке Вандам Габалинского района Азербайджана.